# Weng im Gesäuse
Weng im Gesäuse est une ancienne commune autrichienne du district de Liezen en Styrie.